# Gail Emms
Gail Elizabeth Emms (Hitchin, 23 luglio 1977) è un'ex giocatrice di badminton britannica.

## Palmarès

### Olimpiadi
- 1 medaglia:
  - 1 argento (Atene 2004 nel doppio misto)

### Mondiali
- 1 medaglia:
  - 1 oro (Madrid 2006 nel doppio misto)

### Giochi del Commonwealth
- 5 medaglie:
  - 2 ori (Manchester 2002 a squadre; Melbourne 2006 nel doppio misto)
  - 1 argento (Melbourne 2006 a squadre)
  - 2 bronzi (Manchester 2002 nel doppio; Melbourne 2006 nel doppio)

### Europei
- 2 medaglie:
  - 2 ori (Ginevra 2004 nel doppio misto; Den Bosch 2006 nel doppio)

### Europei a squadre
- 1 medaglia:
  - 1 argento (Thessalonica 2006)